# The Man with the Twisted Lip
The Man with the Twisted Lip er en britisk stumfilm fra 1921 af Maurice Elvey.

## Medvirkende
- Eille Norwood som Sherlock Holmes
- Hubert Willis som Dr. John Watson
- Robert Vallis som Neville St. Clair
- Paulette del Baye som Mrs. Nellie St. Clair
- Madame d'Esterre som Mrs. Hudson